# Cryptochilus
Cryptochilus es un género que tiene cuatro especies de orquídeas, de la tribu Podochileae de la familia (Orchidaceae).

## Taxonomía
El género fue descrito por Nathaniel Wallich y publicado en Tentamen Florae Napalensis Illustratae 36, pl. 26. 1824.

## Especies deCryptochilus
- Cryptochilus ctenostachyus  Gagnep.  (1932)
- Cryptochilus lutea  Lindl.  (1859)
- Cryptochilus petelotii  Gagnep.  (1932)
- Cryptochilus sanguineus  Wall. (1824) - Especie tipo